# ほのら
ほのら（1995年11月18日 - ）は、日本の女優。マレーシア、クアラルンプール出身。

## 略歴
1995年から2006年までマレーシア、その後2014年3月までシンガポールで過ごす。早稲田渋谷シンガポール校を卒業後、大学は関西学院大学へ進学。英語と日本語の二か国語が飛び交っている環境で育ち、大学で台湾に留学したことで中国語も話せるようになる。

## 人物
特技は英語、中国語。

## 出演

### ドラマ
- 忘却のサチコ 第一歩「食べて！忘れる！ごほうビーフ」（2018年10月12日、テレビ東京） - すきやき屋客1 役[4]
- がっこう×××~もうひとつのがっこうぐらし!~ 第3話 「みかんせい」(2019年1月16日、Amazonプライム・ビデオ） - 千弦 役[5]
- まだ結婚できない男 第8話（2019年） - 中国語を話すメイド 役
- サイン -法医学者 柚木貴志の事件-（2019年、テレビ朝日） - 大学生 役
- いだてん〜東京オリムピック噺〜（2019年） - 朝日新聞社員運動部 役
- びしょ濡れ探偵 水野羽衣 第1話（2019年） - ラブホカップル 役
- ハル〜総合商社の女〜 第1〜3話（2019年） - 社員 役
- 田園ボーイズ 第3話（2020年、TOKYO MX） - アリサ 役
- 作家刑事 毒島真理（2020年、テレビ東京） - 受講生 役
- アンダードッグ（2021年、ABEMA プレミアム） - 合コンの女 役
- おもひでぽろぽろ（2021年、NHK BS プレミアム） - 英語教師 役
- 出会い系サイトで70人と実際に会ってその人に合いそうな本をすすめまくった1年のこと 第3話（2021年、WOWOW） - カフェ店員 役
- 青きヴァンパイアの悩み 第3話（2021年、TOKYO MX） - ヨガユーチューバー 役
- 賭ケグルイ双 第4話～第8話（2021年、Amazon Prime Video） - 善咲会メンバー役
- 新・ミナミの帝王〜銀次の愛した味を守れ！（2021年） - 間借り女性 役
- 小河ドラマ 徳川☆家康 第4話（2021年、カンテレ） - 町娘 役
- シグナル 長期未解決事件捜査班 スペシャル（2021年、フジテレビ） - 友人役
- ゆるキャン△2 第3話（2021年、テレビ東京） - アウトドアショップ店員 役
- スイートリベンジ 第9〜10話（2021年） - 歩美 役
- 雪国 -SNOW COUNTRY-（2022年、NHK BSプレミアム・NHK BS4K〈3月28日先行放送〉） - 舞妓 役
- THE重大事件vol.3 トリカブト1時間35分のトリック（2022年） - 空港係員 役
- 片恋グルメ日記2 第7話（2022年） - 編集部員 役
- Dr.チョコレート 第1話（2023年）

### 映画
- 罪の所在（2016年） - 女性 役
- 上京症候群（2016年） - ほのら 役
- ビジュアルアーツ専門学校 『彩とりどりの未熟な葉』（2017年） - 主演 彩葉(中村凛) 役
- ビジュアルアーツ専門学校『私のママとお母さん』（2017年） - 真紀 役
- ビジュアルアーツ専門学校『かわる』 - 主演 二美 役
- 立命館大学映像学部『お姉さん!』（2017年） - ヒロイン恭子 役
- See you tomorrow, Louis（2018年、SUPERSONIC ENTERTAINMENT） - Jasmine 役
- 惡の華（2019年） - 村岡 役
- キスカム！COME ON, KISS ME AGAIN!（2019年） - キスカップル 役
- がっこうぐらし!（2019年） - 丈槍由紀のユキの友達 役
- 十二単を着た悪魔（2020年） - カフェ店員 役
- アンダードッグ（2020年） - 合コンの女 役
- SEX裁判（2020年） - 結香 役
- レディ・トゥ・レディ（2020年） - Voice Over
- 無頼（2020年） - 銀行客 役
- 小河ドラマ 徳川家康（2021年） - 町娘 役
- ザ・ファブル 殺さない殺し屋（2021年） - デリヘル嬢 役
- シノノメ色の週末（2021年）
- そこの二人よ（2021年）
- 長崎-閃光の影で-（2025年） - 看護婦 役[6][7]

### 舞台
- 小さな島の日の出食堂- コロポックル佐藤 玲子役
- STRAYDOG produce 『心は孤独なアトム』- ピノコ役[8]

### テレビ
- New Donation レギュラーMC[9] (2016年7月-12月、北日本放送)
- Fresh!New Donation レギュラーMC[9] (2016年7月-12月、AbemaTV)
- テレビ埼玉 あっぴ〜るx ゲスト出演
- 『ビズらいよん』リポーター (2017年9月14日、毎日放送)

### ラジオ
- 國嶋絢香のスポーツチャレンジャーズ（2017年5月17日-、ソラトニワ） - レギュラーアシスタント

### CM・広告
- ワイモバイル 「転校生」篇 (2018年2月-)
- マニュライフ生命 「プランライト・アドバイザーという働き方(1)」 (2018年8月-)
- グリコ ポッキー何本分シリーズ「ハロウィーン」篇 (2018年10月-)
- スペースマーケット 「ママ会・会議・ヨガの場所なら」篇 (2018年11月-)
- ロゼッタストーン英会話スクール「英語ウマっ！②」篇（2020年1月-）

### 雑誌
- with[10]
- FRIDAY 『女子大生水着美女図鑑』
- Spring

### モデル
- AKIBA COLLECTION ゲスト出演
- WOWFUL ウェブ掲載モデル撮影
- 講談社 with 読者モデル